# Bundesautobahn 103
Die Bundesautobahn 103 (Abkürzung: BAB 103) – Kurzform: Autobahn 103 (Abkürzung: A 103) – verbindet den Berliner Stadtring (A 100) vom Kreuz Schöneberg mit dem Steglitzer Kreisel und ist eine reine Stadtautobahn. Der Abschnitt von der Schloß- bis zur Saarstraße wurde 1968 eröffnet, der Abschnitt bis zum Sachsendamm 1978.
Die A 103 nimmt in ihrer vollen Länge die Bundesstraße 1 auf, die bis Anfang der 1970er Jahre über den parallel verlaufenden historischen Straßenzug der Hauptstraße – Rheinstraße – Schloßstraße führte. Zur Entlastung der Ortsteile Friedenau und Steglitz vom Schwerlastverkehr wurde sie auf die A 103 verschwenkt.

## Planungen
Die A 103 war Teil der Planungen der Westtangente. Nach dem Flächennutzungsplan (FNP) von 1965 für West-Berlin sollten die zu schaffende Nord-, Süd-, Ost- und Westtangente jeweils die als geografische Kreisfigur interpretierbare historische Mitte Berlins tangieren. Hierbei wäre die A 103 nach Norden über den Autobahnstumpf der Anschlussstelle Sachsendamm hinaus weitergebaut worden. Die projektierte Trasse hätte die Autobahn durch den Tunnel Tiergarten Spreebogen (TTS) bzw. die Entlastungsstraße zum Autobahnkreuz am Lehrter Stadtbahnhof geführt, wo eine Verbindung zur A 107 hergestellt werden sollte. Etwas weiter nördlich am Kreuz Amrumer Straße wäre die A 103 in die A 105 übergegangen. Dort wäre auch eine Verknüpfung zur A 100 entstanden. Der U-Bahnhof Amrumer Straße enthält bauliche Vorleistungen. So ist in weiten Teilen des Bahnhofs die Decke niedriger, da oberhalb ein Autobahntunnel vorbereitet wurde. Am Tempelhofer Ufer war ein Kreuz mit der ehemals geplanten A 106 vorgesehen.
Die Planungen zur Westtangente waren von Anfang an das Ziel von Bürgerprotesten. 1974 konstituierte sich die bis heute stadtplanerisch aktive „Bürgerinitiative Westtangente“, nachdem die Verkehrsplaner nach starken Protesten Kreuzberger und Neuköllner Bürger von der vorrangigen Realisierung der A 106 abgerückt waren. In den 1990er Jahren beendete der damalige Berliner Senat letzten Endes das Planvorhaben und bereits errichtete innerstädtische Autobahnteilstücke wurden zu reinen Zubringern herabgestuft, darunter das passende Ende der A 105 zur Anbindung an die A 111 in Richtung Hamburg, das ursprünglich den nördlichen Teil der Westtangente bilden sollte.
Von 1975 bis zur deutschen Wiedervereinigung trug die Autobahn die Bezeichnung „A 11“.

## Geplanter Rückbau
Die Bezirksverordnetenversammlung (BVV) des Bezirks Tempelhof-Schöneberg stimmte am 15. Mai 2019 mehrheitlich für einen Rückbau der Trasse. Die sechsstreifige Straße könnte demnach zu einer vierstreifigen werden. Der Vorstoß wird unter anderem mit der geringen Auslastung begründet. Im Schnitt würden weniger als 30.000 Fahrzeuge pro Tag gezählt.
Im Dezember 2019 hat die BVV des Bezirks Steglitz-Zehlendorf auf Initiative der FDP-Fraktion beschlossen, dass die Autobahn 103 bis auf Weiteres eine Autobahn bleiben soll. Das Bezirksamt wird aufgefordert, sich eindeutig und auf Dauer zum Erhalt der Westtangente als Bundesautobahn zu bekennen und einseitigen Änderungswünschen entschieden entgegenzutreten.
Im Koalitionsvertrag 2021 zwischen SPD, Grünen und Linken ist der schrittweise Rückbau der A 103 (wie auch der A 104) vereinbart.

## Besonderheiten

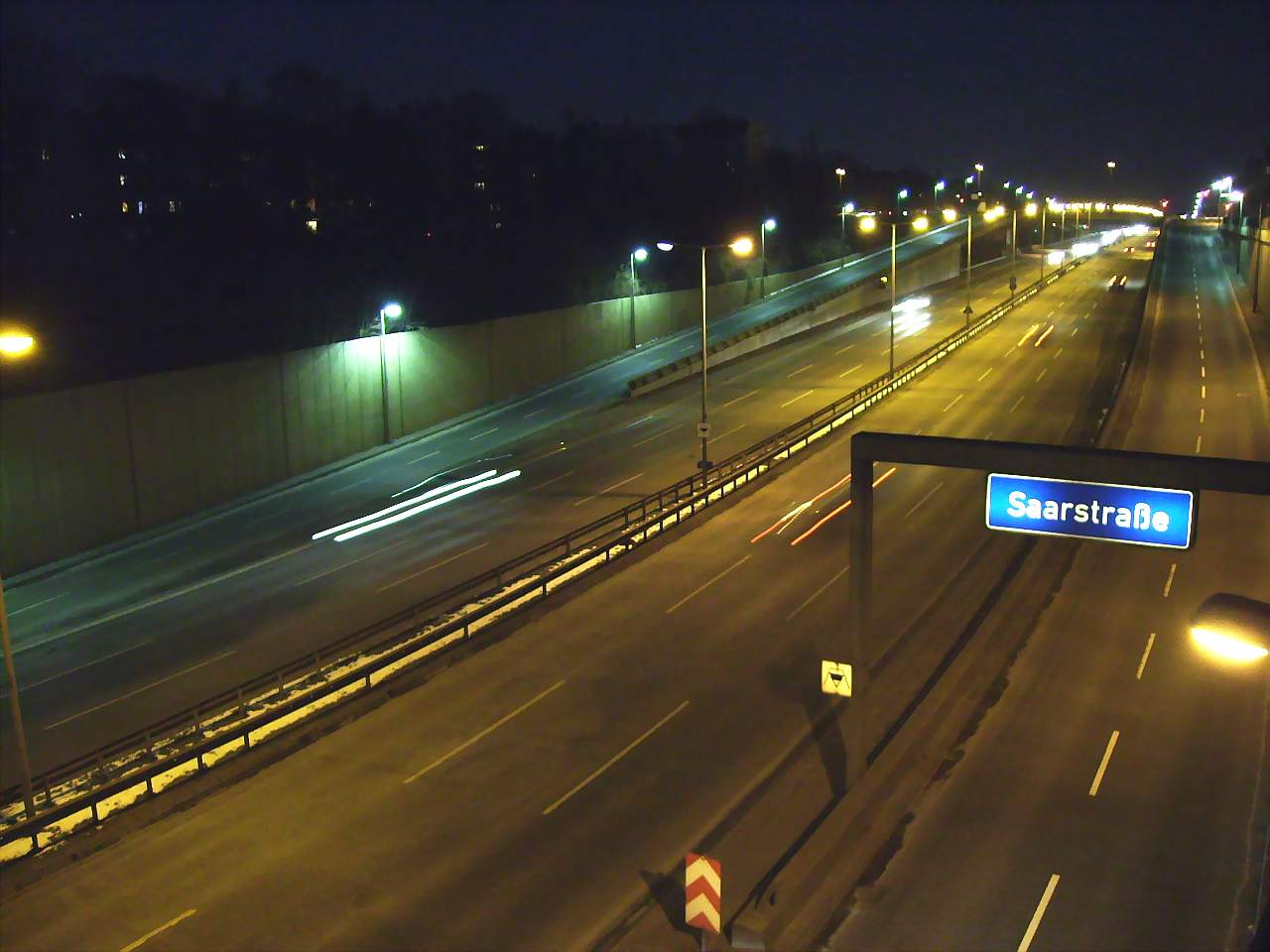
Teil der A 103 in der Nähe der Ausfahrt Saarstraße

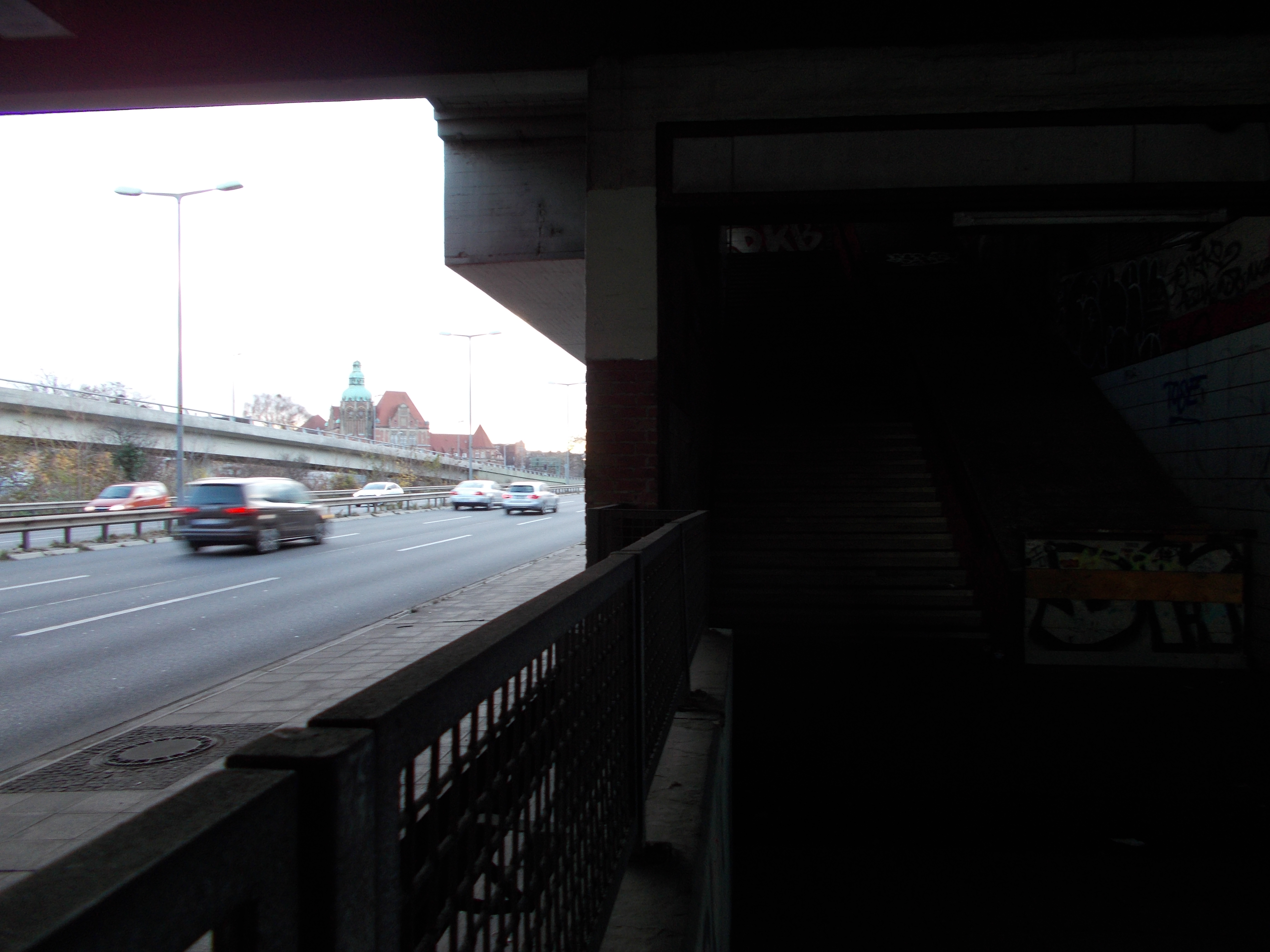
Ehemalige Haltestelle Filandastraße mit Treppenhaus

Mit Eröffnung der A 103 wurden am Rand der Autobahn wie auf dem Stadtring mehrere Ausbuchtungen für Bushaltestellen der BVG gebaut, um mit dem Betrieb der Buslinie 84 der damals von der Deutschen Reichsbahn betriebenen Wannseebahn (eine S-Bahn-Trasse) Konkurrenz zu machen. Die Haltestellen befanden sich in Höhe folgender Punkte:
- AS Saarstraße,
- AS Filandastraße und an der
- Albrechtstraße (Rathaus Steglitz).

Nach der Übernahme der S-Bahn in West-Berlin durch die BVG und Wiederinbetriebnahme der Wannseebahn als Linie S1 zum 1. Mai 1985 wurde der Busverkehr auf der Stadtautobahn 103 eingestellt, die Haltestellen wurden aufgegeben und teilweise zurückgebaut. Sie waren über Treppen oder kurze Fußgängertunnel von den entsprechenden Straßen erreichbar. Ein Treppenhaus an der Albrechtstraße wurde zeitweise als Kunstgalerie und Club genutzt. Inzwischen sind dort Büroräume untergebracht.
Das westliche Treppenhaus an der Joachim-Tiburtius-Brücke (AS Filandastraße) wird als Zugang zur Düppelstraße für den von der Filandastraße kommenden Bürgersteig genutzt.